# Albert Daudistel
Albert Daudistel (* 2. Dezember 1890 in Frankfurt am Main; † 30. Juli 1955 in Reykjavík) war ein deutscher Schriftsteller (schrieb auch unter dem Pseudonym Island), Bohémien, Fabulierer und Revolutionär der Novemberrevolution von 1918/1919.

## Leben
Albert Daudistel wurde 1890 in Frankfurt am Main geboren, wo sein Vater eine kleine Metzgerei betrieb. Der Vater versuchte vergeblich, seinen Sohn in eine Metzgerlehre zu stecken. Albert riss von zu Hause aus, lebte fortan ein Vagabundenleben, wurde mit 18 Jahren Matrose und bereiste die Welt. Dies war wohl der unbeschwerteste Abschnitt seines Lebens. Seine Zeit als Vagabund in Italien schildert er in den heitersten Farben in seinem autobiographischen Roman Das Opfer.
Zu Beginn des Ersten Weltkriegs presste man ihn zum Kriegsdienst, „obwohl ich doch durchaus keine Veranlassung hatte, mich an jenem Krieg aktiv zu beteiligen“, schrieb er später. Im Herbst 1915 stand er wegen Meuterei vor dem Kriegsgericht und wurde zu zehn Jahren Militärgefängnis verurteilt. 1917 wurde er aus der Haft entlassen und erneut zum Militär eingezogen. Bei Ende des Ersten Weltkriegs gehörte Daudistel zu den revolutionären Mannschaften der Kriegsschiffe.
Der mit Eugen Leviné befreundete Daudistel war während der 2. Münchner Räterepublik April/Mai 1919 (als Nachfolger von Felix Noeggerath) Volkskommissar beim Zentralkommissariat für politisch Verfolgte und auswärtige Revolutionäre (Flüchtlingskommission). Das brachte ihm nach deren Scheitern sechs Jahre Festungshaft in Bayern ein.
Dort, auf der Festung Niederschönenfeld, begann er zu schreiben. Nach seiner Freilassung veröffentlichte er in den Jahren der Weimarer Republik zahlreiche Kurzgeschichten, Erzählungen und Romane. Seine schwierigen Existenzbedingungen schilderte er Ende der zwanziger Jahre in dem Bericht Das Leben eines Arbeiterdichters. Er war Mitglied des 1928 gegründeten, der KPD nahestehenden Schriftstellerverbandes Bund proletarisch-revolutionärer Schriftsteller, aus dem er am 20. Mai 1930 ausgeschlossen wurde.
Von der Gestapo steckbrieflich gesucht, emigrierte Daudistel mit Hilfe des Freundes und Schriftstellers Gerhart Pohl Mitte der dreißiger Jahre über das Riesengebirge nach Prag und von dort mit Hilfe der KPD nach Dänemark und Island. Als verarmter Schriftsteller lebte er bis zu seinem Tod in Reykjavík; seine Frau Edith sorgte für den Lebensunterhalt. Daudistel schrieb noch, konnte aber nichts mehr veröffentlichen. Sein Hauptwerk Das Opfer, ein Roman in naturwüchsiger Erzählweise und mit autobiographischen Zügen, wurde sowohl in der DDR als auch in der BRD 1981 erneut aufgelegt.

## Werke
- Die lahmen Götter. (Vorbemerkung: Rudolf Leonhard). Verlag Die Schmiede, Berlin 1924. (=Die Romane des 20. Jahrhunderts)
- Das Opfer. Verlag Die Schmiede, Berlin 1925.
  - Das Opfer. Gosudarstvennoe Izdatelʹstvo, Moskau 1928.
  - Das Opfer. Internationaler Arbeiter-Verlag, Berlin, Wien, Zürich 1929.
  - Das Opfer. Damnitz, München 1981. (=Kürbiskern Reihe 75)
  - Das Opfer Mit einem Nachwort von Albert Klein. Verlag Neues Leben, Berlin 1981.
- Wegen Trauer geschlossen. J. H. W. Dietz Nachf., Berlin 1926.
- Eine schön mißglückte Weltreise. Mit 28 Bildern von Magnus Zeller. Wegweiser-Verlag, Berlin 1926. (=Volksverband der Bücherfreunde. Auswahlreihe)
- Das Leben eines Arbeiterdichters. In: Die Welt am Abend. Berlin 1929.
- Der Bananenkreuzer. Roman. Universitas, Berlin 1935.